# 蔡崇信公益基金会
蔡崇信公益基金会（Joe Tsai Foundation）是一家由阿里巴巴集团联合创始人及董事会主席蔡崇信于2018年创立的非营利公益组织，基金会以“以体树人、以业立人”为使命，总部位于中国浙江省。

## 关注领域
主要关注青少年体育教育、乡村振兴及职业教育等领域。